# Lea Friedrich
Lea Sophie Friedrich (ur. 7 stycznia 2000 w Lubece) – niemiecka kolarka torowa, wicemistrzyni olimpijska i wielokrotna medalistka mistrzostw świata.

## Kariera
Pierwsze sukcesy w karierze osiągnęła w 2017 roku, kiedy zdobyła trzy medale na torowych mistrzostwach świata juniorów: srebro w sprincie drużynowym i wyścigu na 500 m oraz brąz w sprincie. Na rozgrywanych rok później mistrzostwach świata juniorów zwyciężała w wyścigu na 500 m, keirinie, sprincie i sprincie drużynowym. Na mistrzostwach świata w Berlinie w 2020 roku zdobyła złote medale w wyścigu na 500 m i sprincie drużynowym. Kolejne cztery medale wywalczyła podczas mistrzostw świata w Roubaix w 2021 roku: złote w wyścigu na 500 m, keirinie i sprincie drużynowym, a w sprincie indywidualnym była druga za swą rodaczką, Emmą Hinze. Na rozgrywanych w 2022 roku mistrzostwach świata w Yvelines trzykrotnie stawała na podium: ponownie była najlepsza w keirinie i sprincie drużynowym, a w sprincie indywidualnym zdobyła srebrny medal, przegrywając z Francuzką Mathilde Gros.
Podczas igrzysk olimpijskich w Tokio wspólnie z Emmą Hinze wywalczyła srebrny medal w sprincie drużynowym. Na tej samej imprezie była też piąta w sprincie indywidualnym oraz szesnasta w keirinie.
Na igrzyskach olimpijskich w Paryżu  zdobyła srebrny medal w sprincie i brązowy w sprincie drużynowym.